# 六人部登
六人部 登（むとべ のぼる、1926年（大正15年）5月8日 - 2004年（平成16年）5月2日）は、日本のモデルガンデザイナー（トイガンデザイナー)で、デザイナー個人の名前で語られる事の少ない遊戯銃業界では稀有の存在として知られる。
既に故人であるが、彼の設計したモデルガン、エアソフトガンは現行製品として発売が継続されているものも少なくない。
トイガンとしての作動性能よりも実銃の外観、メカニズムの再現性を重視する作品が多いのが特徴であり、作動性及び玩具性を重視するトイガンデザイナー小林太三の作品とは趣きが異なる。作品は時に同一モデルの競作となる場合もあり、デザイナーの違いによる重きを置く部分の差異が顕著に表れ「作動の小林・リアルメカの六人部」と並び称された。しかし両者は敵対していたわけではなく交流もありよき友でもあった。小林は「ムーさん（六人部のこと）は物を作る天才だよね」と高評価している。

## 来歴
中田商店製モデルガン設計開発の後、六研設立。フリーのモデルガンデザイナーとなる。

## 年表
- 1926年 - 京都府京都市東山区に生まれる。(1926年5月)
- 1945年 - 絵画専門学校(校名不明)を卒業。
- 1945年 - 旧日本軍7638部隊入隊。(1945年5月)
- 1945年 - 終戦により除隊。(1945年8月)
- 1945年 - 西陣織、塗装、木彫を職とする。
- 1950年 - タンゴミュージシャンとして活動。
- 1962年 - 中田商店入社。モデルガン設計を行う。
- 1967年 - 中田商店から独立。六研設立。
- 1971年 - 法規制によりハンドガンは全て銃腔閉塞に変更。
- 1977年 - 法規制により六研名義のモデルガン製造中止。
- 2004年 - 死去。77歳没。（2004年5月2日）

## 作品
- 中田 P08 - 亜鉛合金製。初の設計作品。指アクション（通称タニオアクション）でトグルが作動するユニークな構造。
- 六研 ガバメント - 真鍮製。製造時期によりI期、II期、III期が存在。
- 六研 ミリタリーポリス - 真鍮製。STDとDXが存在。
- 六研 SAA - 真鍮製。ファストドロウスペシャルを始め、複数バージョンが存在。
- MGC MJQ - 亜鉛合金製。ワルサーP38のモデルガン。数少ないMGC向け設計作品。
- スズキ M92SB - ABS樹脂製。現代ベレッタのルーツ。彼のお気に入り作品。
- CMC P5 - ABS樹脂製。設計試作のみで発売されずお蔵入りとなった作品。同様に未発売の作品としてスズキ CZ75が存在。
- リアルマッコイ SFM1911 - ロックライト製。1000丁限定。高級ガバメントの先駆け。
- ランパントコルト SAA - ロックライト製。初期ロットは1000丁限定。後に材質、仕上げ、銃身等の様々なバリエーションが生産された。

その他、多数

## 著作
- 『モデルガンチューンナップ講座』（Gun (雑誌)） - ペンネームはロック戸部。